# The Black EP
The Black EP — четвёртый мини-альбом американской пост-панк группы Interpol, выпущенный 26 августа 2003 года британской компанией EMI.
Мини-альбом The Black включает в себя концертную запись группы Interpol в рамках выступлений под названием «Black Sessions», которые проводились французской радиостанцией Radio France. Во время выступления, состоявшегося 27 августа 2002 года, Interpol исполнила изрядную часть песен с своего недавно выпущенного дебютного альбома Turn on the Bright Lights, а также песни «Song Seven» с мини-альбома Precipitate EP и «Specialist» с мини-альбома Interpol EP. Официально, в The Black EP вошло только четыре записанных концертных композиции, вдобавок к студийным версиям песен «NYC» и «Say Hello to the Angels».

## Список композиций
| №  | Название                       | Длительность |
| -- | ------------------------------ | ------------ |
| 1. | «Say Hello to the Angels»      | 4:27         |
| 2. | «NYC» (демоверсия)             | 4:28         |
| 3. | «Obstacle 1» (Black Session)   | 4:18         |
| 4. | «Specialist» (Black Session)   | 6:33         |
| 5. | «Leif Erikson» (Black Session) | 3:55         |
| 6. | «PDA» (Black Session)          | 5:19         |

## Полный список Black Sessions
Полный список записанных композиций The Black Sessions. Все они, за исключением трека «Leif Erikson», распространялись на другом, бутлег-издании The Black EP.
| №   | Название                                     | Длительность |
| --- | -------------------------------------------- | ------------ |
| 1.  | «Untitled»                                   | 3:42         |
| 2.  | «Obstacle 1»                                 | 4:35         |
| 3.  | «Stella Was a Diver and She Was Always Down» | 6:13         |
| 4.  | «Roland»                                     | 3:54         |
| 5.  | «Specialist»                                 | 6:26         |
| 6.  | «Hands Away»                                 | 3:18         |
| 7.  | «NYC»                                        | 4:02         |
| 8.  | «Leif Erikson»                               | 3:55         |
| 9.  | «PDA»                                        | 5:19         |
| 10. | «Song Seven»                                 | 4:58         |
| 11. | «Obstacle 2»                                 | 3:32         |